# 鲜血与真相
《鲜血与真相》是一款由索尼互动娱乐伦敦工作室开发，并由索尼互动娱乐于2019年5月发售的第一人称射击游戏，對應PlayStation 4並需使用虚拟现实外设PlayStation VR才能游戏。玩家在游戏中将扮演前特种部队成员瑞安·马克斯（Ryan Marks），杀入伦敦黑帮势力中就出自己的家人。游戏最初源自2016年随PlayStation VR发售的体验游戏《PlayStation VR世界》中的“伦敦劫案”（London Heist）这一Demo。2017年的巴黎游戏周上正式公布，并于2019年5月28日于全球发售。游戏在发售后获得了业界还不错的评价。